# شم النسيم (فلم)
شم النسيم هو فيلم مصري عرض عام 1952، من تأليف السيد بدير ومن إخراج فرنيتشو.

## قصة الفيلم
يروي الفيلم مظاهر احتفالات شم النسيم، من خلال اسكتشات وقصص فكاهية، حيث يخرج أبطال الفيلم في نزهة يوم شم النسيم ويتعرضون لمواقف طريفة مثل الفتاة التي تخطط للإيقاع بين عروسين جديدين بعد أن توهمت أنها تحب العريس ويمكنهما بحبهما أن يزيحا هذه الفتاة من طريقهما ويعيشان مرة أخرى في سعادة ويستأنفان الحياة الزوجية.

## طاقم التمثيل
- سميرة أحمد
- رشدي أباظة
- برلنتي عبد الحميد
- محمود شكوكو
- حسن فايق
- زينات صدقي
- محمود عزمي
- عبد السلام النابلسي
- سناء جميل
- كيتي
- رفيعة الشال
- محمد توفيق
- السيد بدير
- سليمان الجندي
- عبد الغني النجدي
- محمد السبع
- عبد الرحيم الزرقاني
- قسمت شيرين
- جورج يوردانيدس
- مي مدور
- ماجدة أمير

## فريق العمل
- إخراج: جياني فيرنوتشو
- تأليف: السيد بدير
- تصوير سينمائي: حسن داهش، والتر هولكمب
- مونتاج: محمد عباس
- إنتاج: أفلام الهلال (شريف والي)
- توزيع: أفلام الهلال (شريف والي)